# ハイパー中枢港湾
ハイパー中枢港湾（ハイパーちゅうすうこうわん）は、2010年8月に国土交通省が指定した国際コンテナ戦略港湾の別称で、スーパー中枢港湾のさらなる「選択」による国内貨物の「集中」を目指して指定された国際ハブ港である。2011年4月1日に港湾法が改正され国際戦略港湾という名称が法律名である。2015年までは国内貨物の集約に努め、2020年以降、国際トランシップ拠点をも視野に入れた東アジア主要港として選択される港湾を目指す。

## 対象港湾
- 京浜港

東京港 : 3,727,300TEU（国内1位）（スーパー中枢港湾）
横浜港 : 3,203,871TEU（国内2位）（スーパー中枢港湾）
川崎港 : 30,189TEU（国内28位）
- 阪神港

神戸港 : 2,040,285TEU（国内4位）（スーパー中枢港湾）
大阪港 : 1,950,006TEU（国内5位）（スーパー中枢港湾）

## 選定結果
（当選）阪神港 769点
（当選）京浜港 729点
（参考）伊勢湾 553点
（参考）北部九州 277点